# 왕궁남초등학교
왕궁남초등학교는 대한민국 전북특별자치도 익산시 왕궁면 온수리에 있는 공립 초등학교이다.

## 학교 연혁
- 1976. 03. 01 왕궁남초등학교 개교
- 1984. 12. 14 왕궁남초등학교 병설유치원 개원
- 1992. 12. 19 학교경영우수 교육부장관 표창
- 1999. 10. 14 교육부지정 인성교육 시범학교 운영
- 2003. 03. 01 도교육청 주5일제 연구학교 운영
- 2006. 03. 01 도교육청 주5일제 후속연구학교 운영
- 2009. 03. 01 도교육청 저작권교육 연구학교 운영
- 2012. 03. 01 제13대 이영희 교장 부임
- 2013. 02. 08 제37회 졸업(총 1,544명)
- 2014. 02. 13 제38회 졸업(총 1,547명)
- 2015. 02. 13 제39회 졸업(총 1,553명)
- 2015. 08. 31 제13대 이영희 교장 퇴임
- 2015. 09. 01 제14대 김종옥 교장 부임

## 참고 자료
- 왕궁남초등학교 - 한국교육학술정보원 학교알리미